# Agresión
La agresión es un ataque provocado producto de la práctica o del hábito de ser agresivo. Es una conducta hostil o destructiva cuya finalidad es provocar un daño a otro.   

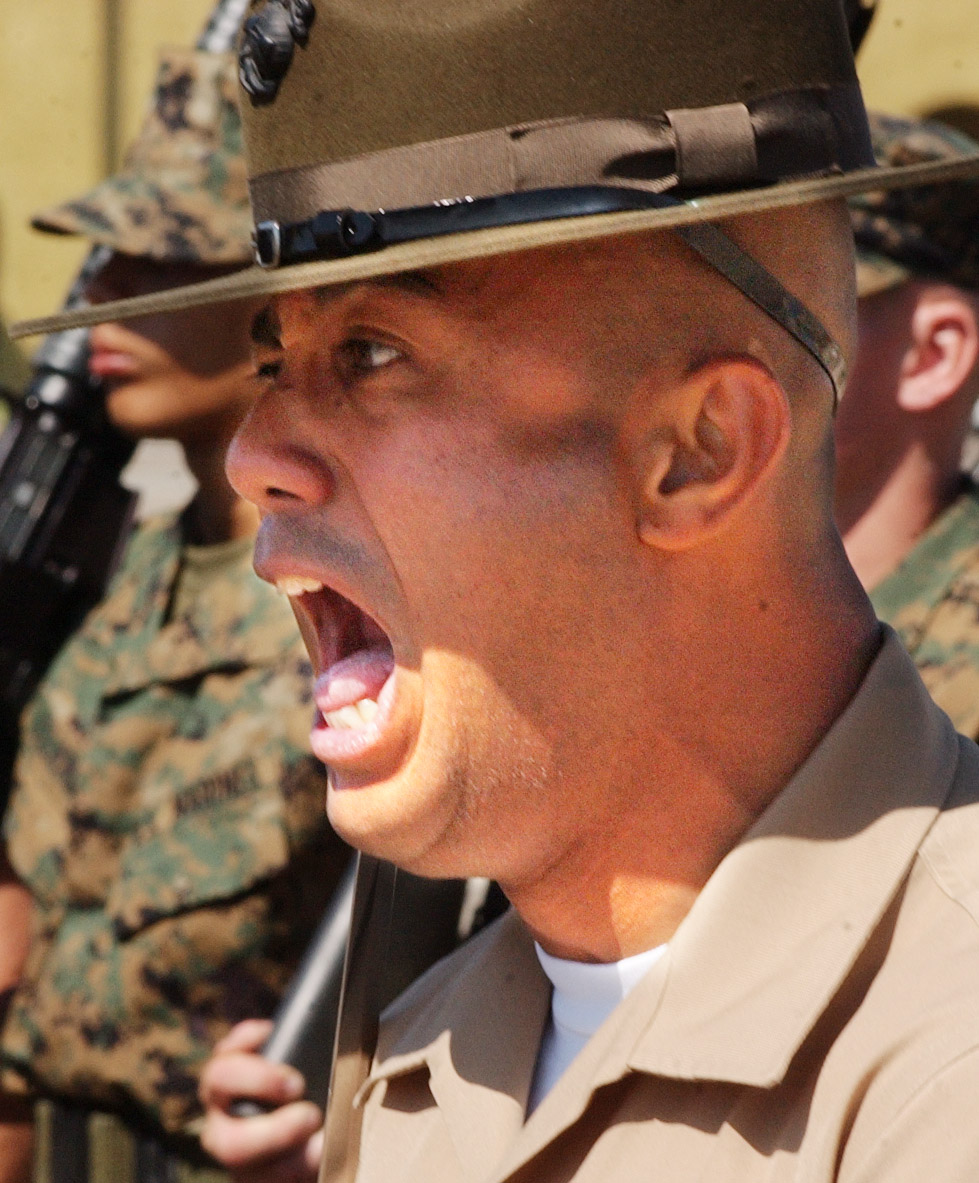
La agresión verbal se utiliza en ocasiones para intimidar o coaccionar durante los entrenamienos físicos militares.

Dollard afirma que es cualquier conducta cuyo objetivo es causar un daño cierto a la persona a la que se dirige. Archer y Browne (1989) establecen tres características del caso prototípico de agresión:
- Intención de causar daño.
- Provocar daño real.
- La existencia de alteración del estado emocional.

Geen hace una tajante distinción[¿dónde?] entre agresión colérica y agresión instrumental. La primera tiene un estado emocional negativo de cólera como reacción a alguna provocación previa y persigue causar daño que, mediante la agresión, pretende anular a la persona.
En definiciones comúnmente utilizadas en las ciencias sociales y ciencias del comportamientos, la agresión es una acción o respuesta de un individuo que proporciona algo desagradable a otra persona. Algunas definiciones incluyen que el individuo debe tener la intención de dañar a otra persona.
Desde una perspectiva interdisciplinaria, la agresión se considera "un conjunto de mecanismos formados en el curso de la evolución para imponerse a uno mismo, a parientes o amigos frente a otros, para obtener o defender recursos (causas últimas) por medios perjudiciales dañinos. Estos mecanismos suelen estar motivados por emociones como el miedo, la frustración, la ira, sentimientos de estrés, dominación o placer (causas próximas). A veces, el comportamiento agresivo sirve para aliviar el estrés o como sensación subjetiva de poder" El comportamiento depredador o defensivo entre miembros de especies diferentes puede no considerarse agresión en el mismo sentido.
La agresión puede tomar una variedad de formas, que pueden expresarse físicamente, o comunicarse verbalmente o no verbalmente: incluyendo la agresión antidepredador, la agresión defensiva (inducida por el miedo), la agresión depredadora, la agresión por dominancia, la agresión entre machos, la agresión entre residentes e intrusos, la agresión maternal, la agresión específica de la especie, la agresión relacionada con el sexo, la agresión territorial, la agresión inducida por el aislamiento, la agresión irritable y la agresión inducida por la estimulación cerebral (hipotálamo). Existen dos subtipos de agresión humana: (1) subtipo controlado-instrumental (con un propósito u orientado a un objetivo); y (2) subtipo reactivo-impulsivo (a menudo provoca acciones incontrolables que son inapropiadas o indeseables). La agresión difiere de lo que comúnmente se denomina asertividad, aunque los términos se utilizan a menudo indistintamente entre los profanos (como en frases como "un vendedor agresivo").

## Clases de agresiones
Dentro de las agresiones se pueden distinguir dos variantes.

### Agresión verbal o psicológica
Este tipo de agresión se da cuando una persona es agredida mediante malos tratos o insultos de cualquier índole y los cuales pueden llegar a causar lesiones de índice psicológico.

### Agresión física
La agresión física es producida por la acción de golpes de manera directa o mediante cualquier medio físico que causen lesiones directamente a la otra persona o animal.

## Etología (ciencias naturales)

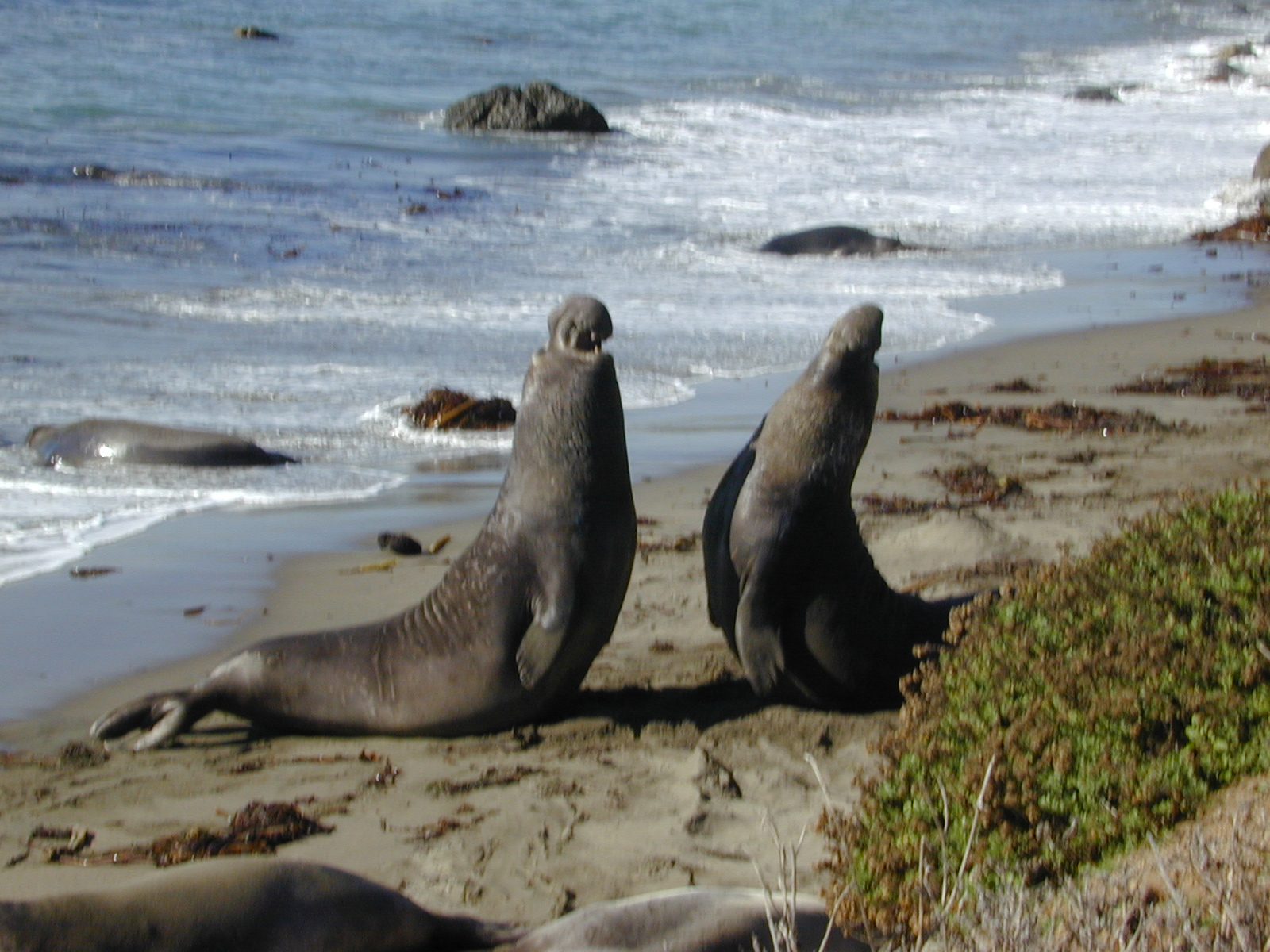
Machos de elefantes marinos peleando.

Los etólogos estudian la agresión en lo que respecta a la interacción y evolución de los animales en ambientes naturales. En dicho entorno la agresión puede comprender el contacto corporal mediante mordidas, golpes o empujones, pero la mayoría de los conflictos son resueltos mediante las amenazas y avances intimidatorios que no producen daño físico. Esta forma de agresión puede incluir el exponer el tamaño del cuerpo, cornamentas, garras o dientes; señales estereotipadas incluidas expresiones faciales; vocalizaciones tales como el canto de un ave; la liberación de químicos; y cambios en la coloración. La expresión comportamiento agonístico a veces es utilizada para referirse a estas formas de conducta.
La mayoría de los etólogos creen que la agresión provee ventajas biológicas. La agresión puede ayudar a que un animal controle un  territorio, incluidos recursos tales como alimentos y agua. La agresión entre machos a menudo tiene lugar para asegurar oportunidades de apareamiento, y resulta en la selección natural del animal más sano o más vigoroso. La agresión también puede producirse para autoprotegerse o para proteger a la cría. La agresión entre grupos de animales también puede resultar en ventajas; por ejemplo, un comportamiento hostil puede forzar a una población de animales a penetrar en un territorio nuevo, donde la necesidad de adaptarse a un nuevo ambiente puede dar lugar a una mayor flexibilidad genética.

## Sociedad y cultura
Los seres humanos comparten aspectos relacionados con la agresión con los animales no humanos, y tienen aspectos específicos y complejos relacionados con factores asociados a la genética, etapas tempranas del desarrollo, aprendizaje social y flexibilidad, cultura y moral.
Konrad Lorenz expresó en su obra Sobre la agresión, (1963) que el comportamiento del ser humano se encuentra modelado por cuatro imperativos animales de lucha por la subsistencia o supervivencia. Considerados en forma conjunta, estos factores impulsores: hambre, miedo, reproducción y agresión, resultan en la selección natural. E. O. Wilson precisó en su obra Sobre la naturaleza humana que la agresión es un medio para tomar control sobre recursos. Por lo cual la agresión, se encuentra agravada en épocas que densidades de población elevadas devienen en escasez de recursos. Según Richard Leakey, la agresión en los humanos ha ido en aumento al acentuarse el principio de propiedad y su defensa. Sin embargo la UNESCO adoptó el Manifiesto de Sevilla sobre la Violencia en 1989 que refuta los pronunciamientos de los científicos evolucionistas, en el sentido que en la información genética se encuentra la única causa de la agresión.
Los aspectos sociales y culturales pueden interferir de manera importante con las diferentes expresiones de la agresividad. por ejemplo, una densidad de población elevada, cuando acontece junto con una disminución de los recursos disponibles, puede ser una variable significativa en el desencadenamiento de actos violentos.

### Cultura
La cultura es un factor que influye en la agresividad. Las sociedades tribales o bandas que existían antes o fuera del estado moderno han sido descritas a veces como pacíficos 'nobles salvajes'. El pueblo ǃKung fue descrito como 'El pueblo inofensivo' en una obra popular de Elizabeth Marshall Thomas en 1958, mientras que la Guerra antes de la civilización de Lawrence Keeley de 1996 sugería que la guerra regular sin tecnología moderna fue llevada a cabo por la mayoría de los grupos a lo largo de la historia de la humanidad, incluyendo la mayoría de las tribus nativas americanas. Los estudios sobre cazadores-recolectores muestran un abanico de sociedades diferentes. En general, la agresión, el conflicto y la violencia ocurren a veces, pero generalmente se evita la confrontación directa y el conflicto se gestiona socialmente mediante una variedad de métodos verbales y no verbales. Los diferentes índices de agresión o violencia, en la actualidad o en el pasado, dentro de los grupos o entre ellos, se han relacionado con la estructuración de las sociedades y las condiciones ambientales que influyen en factores como la adquisición de recursos o propiedades, tierra y técnicas de subsistencia, y cambio demográfico.
El psicólogo estadounidense Peter Gray plantea la hipótesis de que las sociedades cazadoras-recolectoras de bandas son capaces de reducir la agresión y mantener al mismo tiempo unas relaciones relativamente pacíficas e igualitarias entre sus miembros mediante diversos métodos, como el fomento de un espíritu lúdico en todos los ámbitos de la vida, el uso del humor para contrarrestar la tendencia de una persona a dominar al grupo y unas prácticas de crianza de los hijos no coercitivas o "indulgentes". Gray compara las bandas de cazadores-recolectores con grupos de juego social, aunque subraya que ese juego no es frívolo ni fácil en todo momento.   Según Gray, "el juego social -es decir, el juego en el que participa más de un jugador- es necesariamente igualitario. Siempre requiere una suspensión de la agresión y la dominación junto con una mayor sensibilidad a las necesidades y deseos de los otros jugadores".
Joan Durrant, de la Universidad de Manitoba, escribe que varios estudios han descubierto que el castigo físico está asociado con "niveles más altos de agresión contra padres, hermanos, compañeros y cónyuges", incluso cuando se controlan otros factores. Según Elizabeth Gershoff de la Universidad de Texas en Austin, cuanto más se castiga físicamente a los niños, más probabilidades hay de que, como adultos, actúen de forma violenta con los miembros de la familia, incluidas las parejas íntimas.  En los países en los que el castigo físico de los niños se percibe como culturalmente más aceptado, está menos fuertemente asociado con el aumento de la agresión; sin embargo, se ha encontrado que el castigo físico predice cierto aumento de la agresión infantil independientemente de la cultura. Si bien estas asociaciones no prueban causalidad, una serie de estudios longitudinales sugieren que la experiencia del castigo físico tiene un efecto causal directo en los comportamientos agresivos posteriores. Al examinar varios estudios longitudinales que investigaron el camino de los azotes disciplinarios a la agresión en niños desde la edad preescolar hasta la adolescencia, Gershoff concluyó: "Los azotes predijeron sistemáticamente aumentos en la agresividad de los niños con el paso del tiempo, independientemente de lo agresivos que fueran los niños cuando se produjeron los azotes".  Catherine Taylor de la Universidad de Tulane encontró resultados similares en 2010. El investigador de la violencia familiar Murray A. Straus argumenta: "Hay muchas razones por las que se han ignorado estas pruebas. Una de las más importantes es la creencia de que los azotes son más eficaces que la disciplina no violenta y, por lo tanto, a veces son necesarios, a pesar del riesgo de efectos secundarios nocivos".
Analizar la agresión cultural o políticamente se complica por el hecho de que la etiqueta 'agresivo' puede utilizarse en sí misma como una forma de afirmar un juicio desde un punto de vista particular. Que un método coercitivo o violento de control social se perciba como agresión - o como agresión legítima frente a ilegítima - depende de la posición de las partes implicadas en relación con el orden social de su cultura. Esto, a su vez, puede estar relacionado con factores como: las normas para coordinar las acciones y dividir los recursos; lo que se considera autodefensa o provocación; las actitudes hacia los "forasteros", las actitudes hacia grupos específicos como las mujeres, las personas discapacitadas o las de estatus inferior; la disponibilidad de estrategias alternativas de resolución de conflictos; la interdependencia comercial y los pactos de seguridad colectiva; los miedos e impulsos; y los objetivos finales en cuanto a resultados materiales y sociales.
La investigación intercultural ha descubierto diferencias en las actitudes hacia la agresión en distintas culturas. En un estudio de estudiantes universitarios basado en un cuestionario, además de que en general los hombres justificaban algunos tipos de agresión más que las mujeres, los encuestados estadounidenses justificaban la agresión física defensiva más fácilmente que los japoneses o españoles, mientras que los estudiantes japoneses preferían la agresión verbal directa (pero no la indirecta) más que sus homólogos estadounidenses y españoles.  Dentro de la cultura estadounidense, en un estudio sobre estudiantes universitarios se demostró que los hombres del sureños se mostraban más afectados y respondían de forma más agresiva que los norteños cuando se les insultaba al azar después de chocar con ellos, lo que teóricamente se relacionaba con una tradicional cultura del honor en el Sur de Estados Unidos] o "salvar la reputación. "  Otros temas culturales que a veces se aplican al estudio de la agresión incluyen los estilos individualista frente a colectivista, que pueden relacionarse, por ejemplo, con si se responde a las disputas con competencia abierta o con acomodación y evitar conflictos. En un estudio en el que participaron 62 países, los directores de escuela informaron de que el comportamiento agresivo de los alumnos era más frecuente cuanto más individualista, y por tanto menos colectivista, era la cultura de su país. Otras comparaciones realizadas en relación con la agresión o la guerra incluyen democrática frente a autoritario sistemas políticos y igualitarios frente a estratificados.El sistema económico conocido como capitalismo ha sido visto por algunos como dependiente de la palancaagresión y competitividad humana en busca de recursos y comercio, lo que se ha considerado tanto en términos positivos como negativos.  Las actitudes sobre la aceptabilidad social de determinados actos u objetivos de agresión también son factores importantes. Esto puede ser muy controvertido, como por ejemplo en las disputas entre religiones o estados nación, por ejemplo en relación con el conflicto árabe-israelí.

## Género
El género es un factor que influye tanto en la agresión humana como en la animal. Históricamente se cree que los varones suelen ser más agresivos físicamente que las mujeres desde una edad temprana, y los hombres cometen la gran mayoría de los asesinatos Esta es una de las diferencias de comportamiento por sexo más sólidas y fiables, y se ha encontrado en muchos grupos de edad y culturas diferentes. Sin embargo, algunos estudios empíricos han encontrado que la discrepancia en la agresión masculina y femenina es más pronunciada en la infancia y que la diferencia de género en los adultos es modesta cuando se estudia en un contexto experimental.  Aun así, hay pruebas de que los hombres son más rápidos en la agresión (Frey et al. 2003) y más propensos que las mujeres a expresar su agresión físicamente. Cuando se consideran las formas indirectas de agresión no violenta, como la agresión relacional y el rechazo social, algunos científicos sostienen que las mujeres pueden ser bastante agresivas, aunque la agresión femenina rara vez se expresa físicamente. Una excepción es la violencia de pareja que ocurre entre las parejas que están comprometidas, casadas o en alguna otra forma de relación íntima.
Aunque es menos probable que las mujeres inicien la violencia física que los hombres, pueden expresar la agresión utilizando una variedad de medios no físicos. El método exacto que utilizan las mujeres para expresar la agresión es algo que varía de una cultura a otra. En la isla de Bellona, una cultura basada en la dominación masculina y la violencia física, las mujeres tienden a entrar en conflicto con otras mujeres con más frecuencia que con los hombres. Cuando entran en conflicto con los hombres, en lugar de utilizar medios físicos, inventan canciones que se burlan del hombre, que se difunden por toda la isla y lo humillan. Si una mujer quiere matar a un hombre, convence a sus parientes masculinos para que lo maten o contrata a un asesino. Aunque estos dos métodos implican violencia física, ambos son formas de agresión indirecta, ya que la propia agresora evita implicarse directamente o ponerse en peligro físico inmediato.
Véanse también los apartados sobre la testosterona y consideraciones sobre las explicaciones evolutivas de las diferencias de género.